# Санта Мария дел Приорато
Санта Мария дел Приорато (на италиански: Santa Maria del Priorato), или Санта Мария Авентинска (на италиански: Santa Maria del Aventina) е църква на хълма Авентин в Рим. Принадлежи на Суверенния Малтийски орден.
Църквата е построена през 1766 година по проект на Джовани Пиранези. Размерите ѝ са 31 на 13 m. Еднокорабна. В нея се съхраняват изображения на Дева Мария и византийски балдахини от 12-13 век над олтара.
Съвременната сграда се намира на мястото на старата църква, строена още през 939 година от Одон Клюнийски. През 1550 година църквата е придобита от хоспиталиерите и след това преустроена.
Джовани Батиста Пиранези е погребан в Санта Мария дел Приорато. Ковчегът му е създаден през 1780 година от скулптора Джузепе Анджелини.